# The President Vanishes (film)
The President Vanishes è un film del 1934 diretto da William A. Wellman.

## Trama
Contro la posizione isolazionista del presidente Stanley, un gruppo di lobbysti favorevoli all'intervento nella guerra in Europa si riunisce a Washington in casa di uno di loro, D. L. Voorman. Del gruppo fanno parte il ricco banchiere Martin Drew; il magnate dell'acciaio Edward Cullen; Roger Grant, proprietario di una catena di giornali; Corcoran, un giudice in pensione e il petroliere Richard Norton. Prima della riunione, Sally, la moglie di Voorman, li definisce "aquile che salvaguardano la democrazia americana". La frase, dietro suggerimento di Grant, l'editore, viene adottata come motto del gruppo.
Una decisione viene presa. Oltre a fare pressioni usando i mezzi a loro disposizione e concertando una campagna di stampa, gli aderenti al gruppo faranno riferimento alle Camicie Grigie, guidate da Lincoln Lee, un oppositore politico di Stanley. Le Camicie Grigie provocano incidenti durante una manifestazione pacifista mentre si avvicina il momento di un'importante votazione al Congresso. Il presidente non vi si presenta e viene avanzata l'ipotesi che possa essere stato rapito. Partono immediatamente le indagini: tre sono i principali sospettati. Il primo è Lincoln Lee, un altro è Harris Brownell, il segretario del presidente, e il terzo è Val Orcott, un fattorino che è stata l'ultima persona ad avere avvicinato il presidente prima della sua sparizione.
Gli interrogatori sono condotti dal ministro della Guerra Lewis Wardell che, furibondo per l'atteggiamento insolente di Lee, lo colpisce, venendo fermato solo per intervento di Chick Moffat, che fa parte dello staff della Casa Bianca. La fidanzata di Moffatt, Alma Cronin, viene contattata da qualcuno che vuole scoprire le mosse di Chick e le vengono offerti diecimila dollari per il diario di Moffatt. La ragazza riferisce la proposta al fidanzato. Intanto tutta l'attenzione nazionale si sposta dalla guerra alla sparizione di Stanley. Norton, il magnate del petrolio, riesce ad ottenere dal vice presidente Molleson una dichiarazione di guerra.
Si viene poi a scoprire che il presidente Stanley è stato legato e imbavagliato da Chick che lo ha poi lasciato in un garage vicino alla sede dove si radunano le Camicie Grigie: in realtà, non c'è stato nessun rapimento. Il piano è stato progettato dallo stesso Stanley che voleva far accusare di rapimento il gruppo eversivo. Scoperto da Lincoln Lee, Stanley sta per essere ucciso ma viene salvato all'ultimo momento da Moffatt che spara a Lee. Festeggiato come un eroe, Chick sposerà Alma e il presidente - che ribadisce la sua opposizione alla guerra - sarà il loro testimone di nozze.

## Produzione
Il film fu prodotto dalla Walter Wanger Productions e dalla Paramount Pictures. Venne girato dal 30 settembre all'11 ottobre 1934 negli studi della Paramount, al 5555 di Melrose Avenue a Hollywood.

## Distribuzione
Distribuito dalla Paramount Pictures, uscì nelle sale cinematografiche USA l'11 gennaio 1935 dopo essere stato presentato in prima il 17 novembre 1934.